# Brennerei

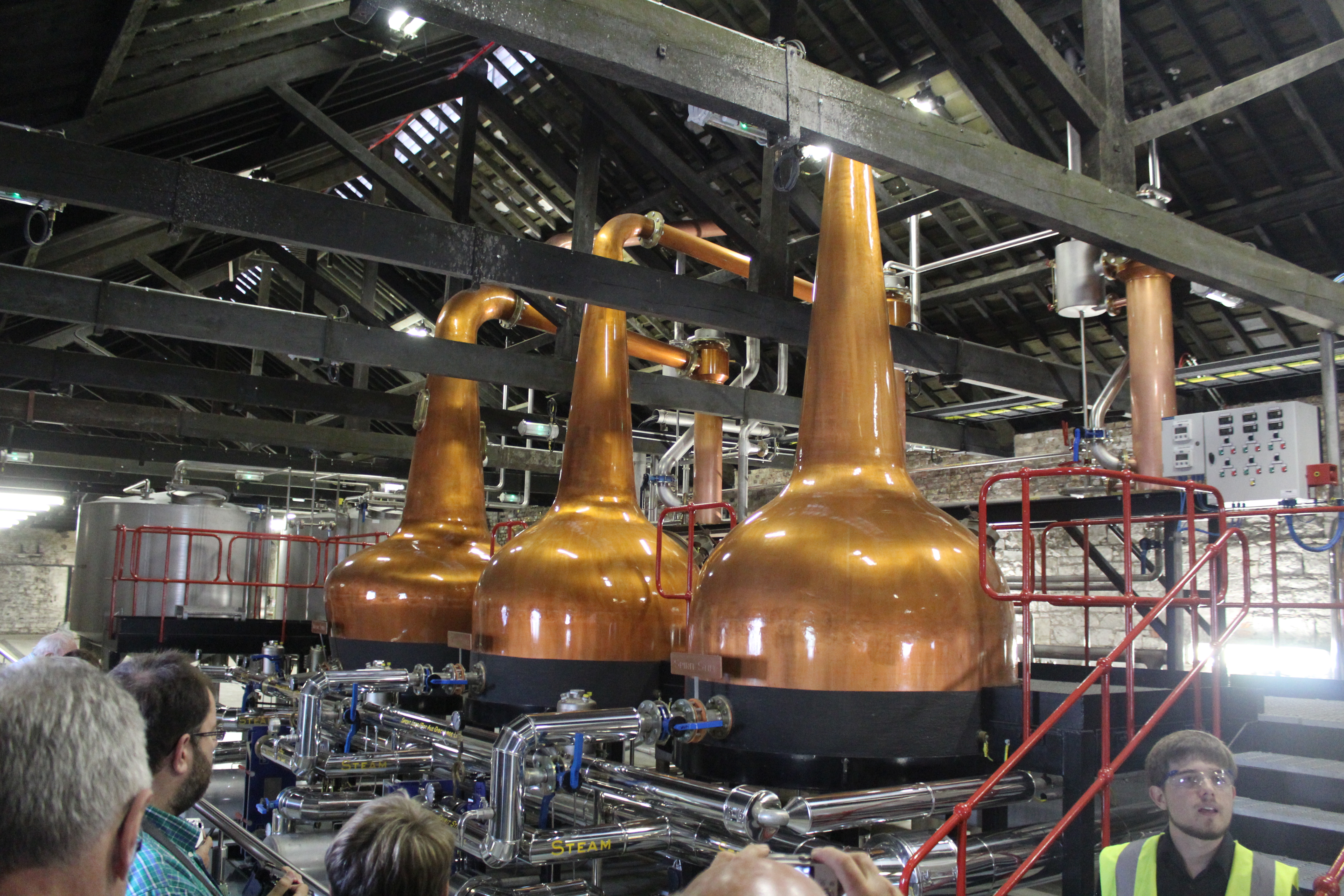
Produktionseinrichtungen in der Whiskey-Destillerie Jameson Distillery in Midleton, Irland

Eine Brennerei (auch Destillerie, Destille und Branntweinbrennerei, gelegentlich auch Distillerie genannt) ist
- ein Produktionsbetrieb für Spirituosen,
- ein Gebäude, in dem die für die Destillation notwendigen Apparaturen stehen.

Eine Brennerei dient der Herstellung von stark alkoholhaltigen Spirituosen aus nur schwach alkoholhaltigen Ausgangsstoffen. Die Aufkonzentrierung des Alkohols erfolgt nach dem Prinzip der Destillation, in diesem Zusammenhang spricht man von Brennen. 

## Verfahren

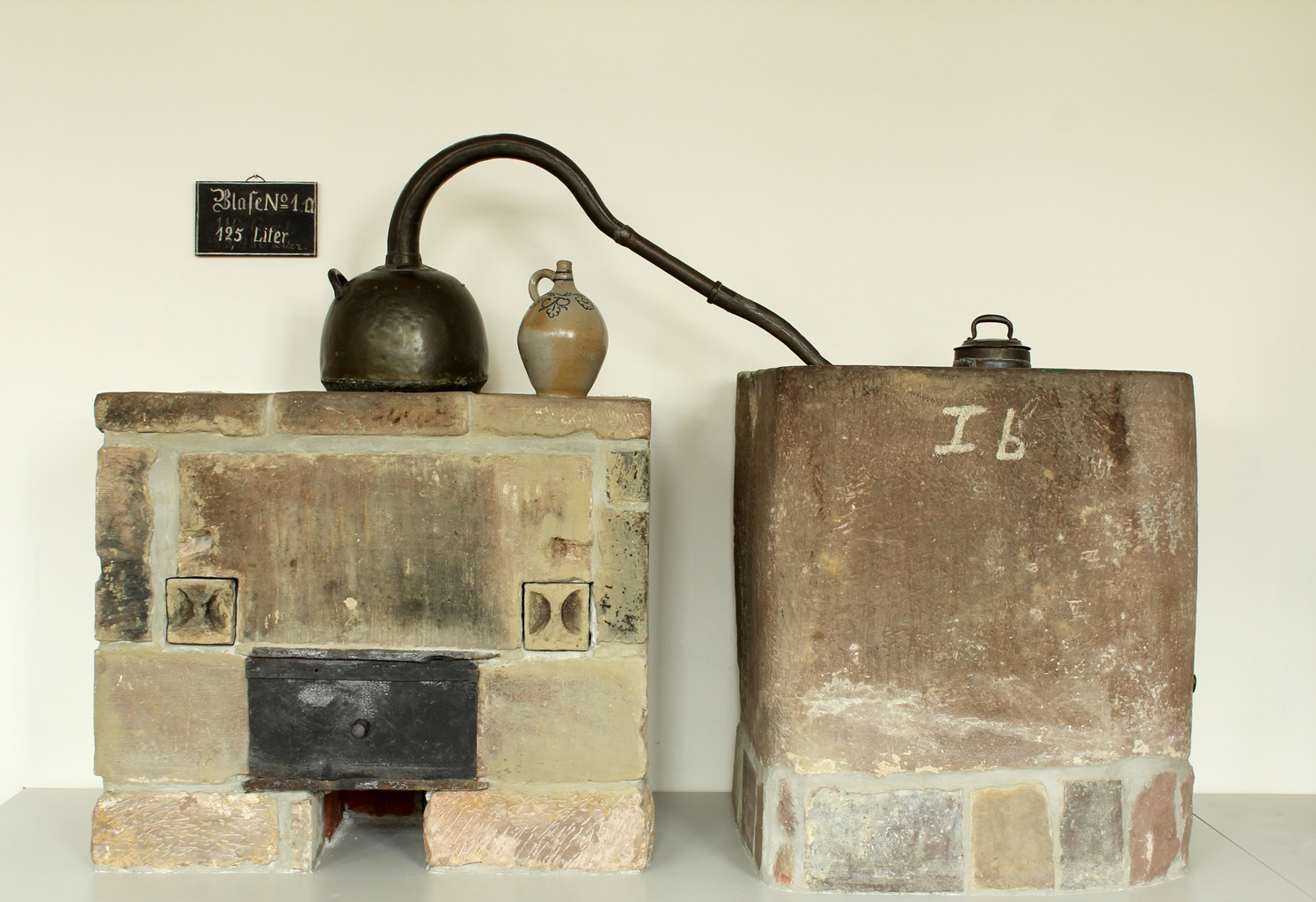
Eine Brennerei im 18. Jhr. Kreismuseum Bitburg-Prüm

Meist wird in einer Brennerei nicht nur gebrannt, sondern es werden alle Schritte der Spirituosenherstellung durchgeführt. Das sind:
- Annahme der gelieferten Rohstoffe, Qualitätskontrolle, Lagerung
- Verarbeitung zur Maische
- Vergärung des Zuckers in der Maische zum Alkohol
- Brennen der Maische
- Lagerung des Destillats zur Reifung
- Verdünnen auf Trinkstärke, filtrieren
- Abfüllung und Vertrieb

Der Betrieb einer Brennerei unterliegt in Deutschland der Alkoholsteuerverordnung.

## Steuerrechtliche Einteilung
Spirituosen werden in Deutschland mit der Branntweinsteuer belegt. Der Umfang der Besteuerung wird je nach Anlage unterschiedlich ermittelt, Struktur und Verteilung der Brennrechte haben starke historische Wurzeln. Bei den vor allem in Süd- und Südwestdeutschland verbreiteten 29.000 Abfindungsbrennereien Deutschlands erfolgt die Besteuerung anhand der Menge der verarbeiteten Rohstoffe und der daraus zu erwartenden Alkoholmenge, die jährlich erzeugte Menge ist auf 300 Liter reinen Alkohols begrenzt. Als Stoffbesitzer werden Personen bezeichnet, die bis zu 50 Liter Alkohol aus selbst erzeugtem Obst in Abfindungsbrennereien brennen lassen dürfen. Dieses Privileg nutzen jährlich 100.000 bis 200.000 Personen. Bei den größenmäßig nicht beschränkten Verschlussbrennereien wird die tatsächlich produzierte Alkoholmenge besteuert.
Illegal betriebene Brennereien, bei der keine Steuern entrichtet werden, heißen Schwarzbrennerei. Ihr Betrieb wird als Steuerhinterziehung verfolgt.

## Rohstoffe und Produkte
Brennereien verarbeiten insgesamt eine Vielzahl zucker- und stärkehaltiger Rohstoffe, die Betriebe spezialisieren sich jedoch meist auf die Verarbeitung eines Rohstoffs oder einer Gruppe von Rohstoffen zu bestimmten Erzeugnissen. Unter den Betrieben, die Ware zur direkten Verwendung als Genussmittel herstellen, gibt es beispielsweise Kartoffelbrennereien und Obstbrennereien (für Obstbrände), daneben Destillerien für Whisky und Absinth.
Bei Betrieben, die Agraralkohol (Ethylalkohol landwirtschaftlichen Ursprungs) produzieren, ist das Endprodukt zu mindestens 96 % reines Ethanol und dabei geruchs- und geschmacksneutral. Der Großteil des weltweit erzeugten Agraralkohols wird unter der Bezeichnung Bioethanol als Biokraftstoff eingesetzt. Neben der Weiterverarbeitung zu Spirituosen wie Liköre oder Wodka wird Agraralkohol auch bei der Herstellung von Arzneimitteln, Kosmetika, Reinigungsmitteln, Desinfektionsmitteln, Frostschutzmitteln, Farben und Lacken verwendet. In Deutschland wird ein erheblicher Teil des Agraralkohols von kleinen landwirtschaftliche Brennereien hergestellt. Die Bioethanolherstellung für die Kraftstoffherstellung erfolgt weitgehend in großindustriellen Bioethanolanlagen, auch im Biokraftstoffsektor jedoch gibt es regionale Erzeugerstrukturen mit landwirtschaftlichen Brennereien.